# Instituto del Mar del Perú
El Instituto del Mar del Perú (IMARPE) es un Organismo Técnico Especializado del Ministerio de la Producción, orientado a la investigación científica, así como al estudio y conocimiento del mar peruano y sus recursos, para asesorar al Estado en la toma de decisiones respecto al uso racional de los recursos pesqueros y la conservación del ambiente marino, contribuyendo activamente con el desarrollo del país. Fue creado el 6 de septiembre de 1963 mediante el Decreto Supremo 021.

## Finalidad
La investigación del IMARPE abarca el conocimiento del mar y su dinámica mediante el estudio de los procesos oceanográficos físicos, químicos y biológicos con un enfoque ecosistémico.
Bajo este enfoque se investiga la relación entre los recursos pesqueros, el ambiente y la actividad pesquera, brindando asesoramiento en el manejo de los recursos y el entorno marino, respetando y promoviendo los conceptos de desarrollo sustentable, conservación de la biodiversidad marina, protección del medio ambiente y pesca responsable.

## Organización
El IMARPE cuenta con cinco Direcciones Generales que contemplan diferentes líneas de investigación:
- Dirección General de Investigaciones de Recursos Pelágicos
- Dirección General de Investigaciones de Recursos Demersales y Litorales
- Dirección General de Investigaciones Oceanográficas y Cambio Climático
- Dirección General de Investigaciones en Acuicultura
- Dirección General de Investigaciones en Hidroacústica, Sensoramiento Remoto y Artes de Pesca

El IMARPE cuenta con laboratorios costeros ubicados estratégicamente en el litoral dónde se efectúan trabajos de seguimiento de las pesquerías y de los principales recursos de importancia económica y social, como son las pesquerías pelágicas (anchoveta, sardina, jurel, caballa, atún y otras), pesquerías demersales (merluza y otras) e invertebrados marinos (pota, concha de abanico, chanque, almeja, macha y otros).

## Buques de investigación
El IMARPE realiza investigación científica a gran escala en el mar peruano contando para ello con la siguiente flota principal:

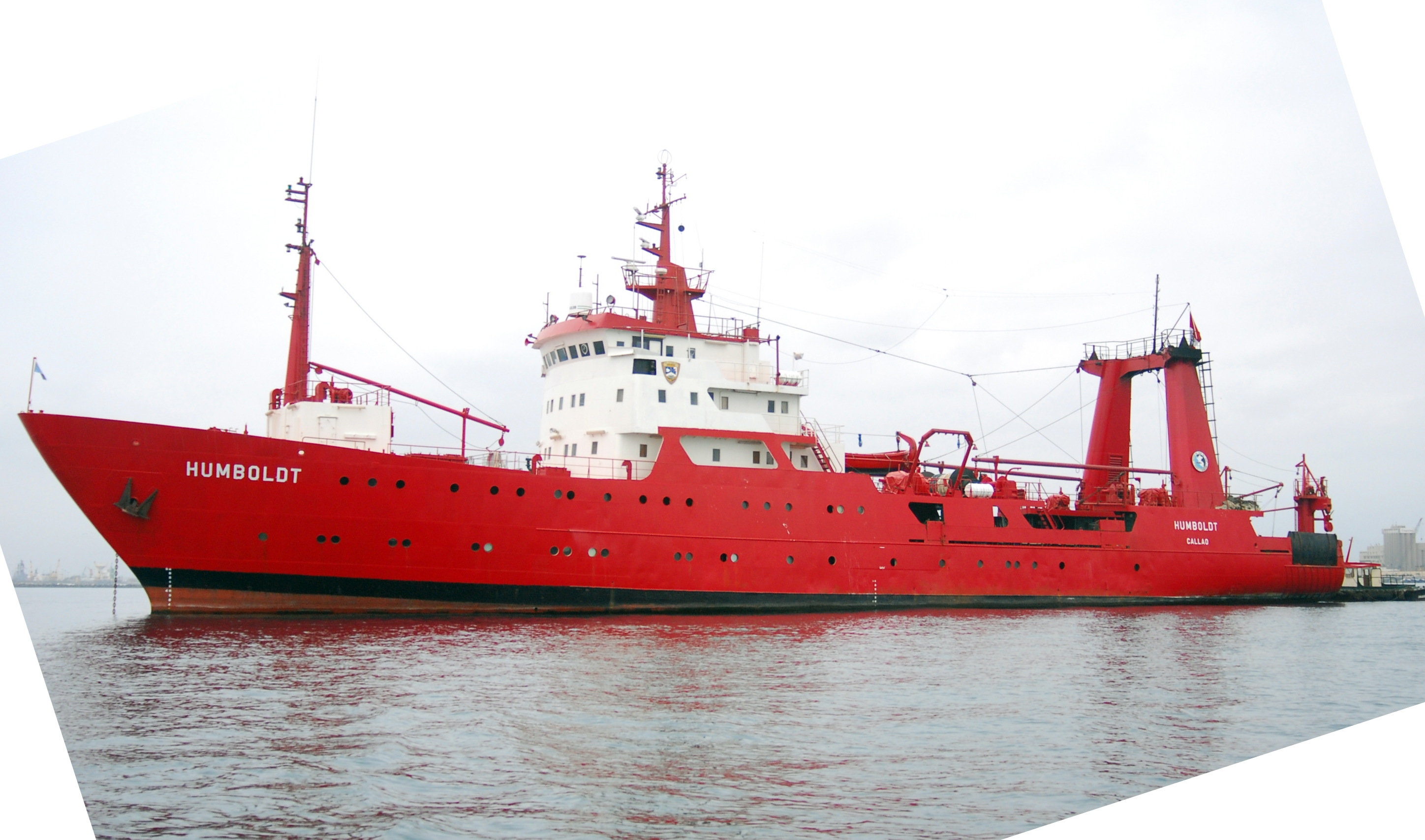
BIC Humboldt

- BIC Humboldt - Buque oceanográfico polar
- BIC José Olaya - Buque oceanográfico
- BIC Luis Alberto Flores Portugal - Buque oceanográfico

Asimismo, cuenta con tres embarcaciones de investigación científica de menor escala: IMARPE IV, IMARPE V e IMARPE VI, de multipropósito para trabajo costero. Además dispone de embarcaciones menores asignadas para apoyar en las labores de investigación a los laboratorios descentralizados del IMARPE.